# Geranomyia rudebecki
Geranomyia rudebecki är en tvåvingeart som först beskrevs av Alexander 1964.  Geranomyia rudebecki ingår i släktet Geranomyia och familjen småharkrankar. Inga underarter finns listade i Catalogue of Life.